# Jacobin
Jacobin é uma revista política americana sediada em Nova York. Oferece perspectivas socialistas sobre política, economia e cultura. Em 2023, a revista registrou uma circulação impressa paga de 75.000 exemplares e mais de 3 milhões de acessos por mês, ao seu website.

## História e visão geral
A publicação começou como uma revista online lançada em setembro de 2010, expandindo para um jornal impresso no final daquele ano. O fundador, Bhaskar Sunkara, descreve a Jacobin como uma publicação radical, sendo "em grande parte o produto de uma geração mais jovem não tão ligada aos paradigmas da Guerra Fria que sustentavam os antigos meios intelectuais de esquerda, como a Dissent ou a New Politics, mas ainda ansiosa para confrontar, em vez de discutir, as questões que surgiram da experiência da esquerda no século XX ”.
Em 2014, Sunkara disse que seu objetivo foi criar uma publicação que combinasse uma política decididamente socialista com a acessibilidade a títulos como The Nation e The New Republic. Ele também diferencia a Jacobin de publicações associadas a pequenos grupos de esquerda, tais como Socialist Worker e a International Socialist Review, ligadas à extinta International Socialist Organization (grupo trotskista ativo entre 1976 e 2019, nos Estados Unidos) e voltadas para membros daquela organização e a outros socialistas revolucionários, porque a Jacobin busca atingir um público mais amplo do que aquelas publicações, embora a revista ainda assuma uma perspectiva marxista. Em uma entrevista que deu em 2018, Sunkara disse que pretendia que a Jacobin desempenhasse um papel semelhante, na esquerda contemporânea, àquele assumido pela National Review na direita do pós-guerra, ou seja, "unir as pessoas em torno de um conjunto de ideias e interagir com a corrente dominante do liberalismo com esse conjunto de ideias ".
A popularidade da Jacobin cresceu com a crescente atenção às ideias da esquerda, durante a campanha presidencial de Bernie Sanders, em 2016. A partir de então, o número de assinaturas triplicou, passando de 10.000, no verão de 2015, para 32.000, na primeira edição de 2017 - sendo que 16.000 novos assinantes foram registrados dois meses após a eleição de Donald Trump.
No final de 2016, a equipe editorial da Jacobin se sindicalizou, incluindo um total de sete membros em tempo integral e parcial. Um editor associado e co-presidente do sindicato explicou que a Jacobin só recentemente teve membros em tempo integral suficientes para justificar a sindicalização.
Na primavera de 2017, a Jacobin lançou um jornal revisado por pares, Catalyst: A Journal of Theory and Strategy, que hoje é editado pelo professor da Universidade de Nova York Vivek Chibber e um pequeno conselho editorial. Em 2020, o Catalyst informa ter uma base de 5.000 assinantes.
Em novembro de 2018, foi lançada a primeira edição em língua estrangeira da revista, a Jacobin Italia. Sunkara descreveu-a como "um modelo clássico de franquia", com a publicação-mãe fornecendo consultoria editorial, mediante o pagamento de uma pequena parte da receita, mas concedendo autonomia à revista italiana. A edição brasileira foi lançada em 2019, e a versão alemã começou a ser publicada em 2020: esta última nasceu da Ada, uma revista online independente criada em 2018 que publicava principalmente traduções de artigos da Jacobin. A primeira edição alemã apresentou entrevistas com Kevin Kühnert e Grace Blakeley.
Em abril de 2020, a Jacobin lançou seu canal no YouTube, apresentando o programa Weekends, com Michael Brooks e Ana Kasparian. Brooks morreu repentinamente em julho de 2020.
Em maio de 2020, algum tempo depois de Bernie Sanders suspender sua campanha presidencial de 2020, o ex-conselheiro e redator de discursos de Sanders, David Sirota, juntou-se a Jacobin como editor geral.
Em 2020, a Jacobin tornou-se um membro afiliado da Internacional Progressista.

## Título e logotipo
O nome da revista deriva do livro de 1938 The Black Jacobins: Toussaint L'Ouverture and the San Domingo Revolution, de CLR James, no qual ele atribui aos revolucionários haitianos uma pureza maior em relação ao apego aos ideais da Revolução Francesa do que os Jacobinos franceses. O jornal religioso conservador First Things criticou a afirmação da Jacobin de representarToussaint Louverture, apontando para o catolicismo devoto de Louverture, a oposição aos massacres de ex-proprietários de escravos e suas ações contra os ex-escravos das colônias.
De acordo com o diretor de criação Remeike Forbes, o logótipo "Black Jacobin", freqüentemente usado pela revista, foi inspirado em uma cena do filme Burn! referindo-se ao herói nacional da Nicarágua José Dolores Estrada.

## Contribuidores
Contribuidores notáveis da Jacobin incluíram Slavoj Žižek, Yanis Varoufakis, Hilary Wainwright, Kareem Abdul-Jabbar, Jeremy Corbyn, Pablo Iglesias Turrión e Jon Trickett. Sunkara disse que sente que "todos os nossos escritores se enquadram em uma ampla tradição socialista", observando que a revista às vezes publica artigos de liberais e social-democratas, mas que tais artigos são escritos de uma perspectiva consistente com a visão editorial da revista, dizendo que “poderíamos publicar um artigo de um liberal defendendo a saúde pública, porque eles estão pedindo a descomodificação de um setor; e como acreditamos na descomodificação de toda a economia, ele se encaixa”. Em termos da formação sociológica dos colaboradores, Sunkara reconheceu que eles tinham em sua maioria menos de 35 anos e afirmou que “há muitos alunos de pós-graduação, jovens professores adjuntos ou professores efetivos. Temos também alguns organizadores e pesquisadores sindicais envolvidos […] e pessoas que trabalham em ONGs ou em torno do direito à moradia".

## Ideologia
A Jacobin tem sido descrita de várias maneiras como socialista democrática, socialista e marxista. Escrevendo para o New Statesman em novembro de 2013, Max Strasser sugeriu que Jacobin afirma "assumir o manto do pensamento marxista de Ralph Miliband e uma veia semelhante de socialismo democrático". De acordo com um artigo publicado em setembro de 2014 pelo Nieman Journalism Lab, Jacobin é uma revista de "pensamento socialista democrático".
Em janeiro de 2013, o The New York Times publicou um perfil de Sunkara, comentando sobre o sucesso inesperado da publicação e o envolvimento com o liberalismo dominante. Em um artigo de outubro de 2013 para a Tablet, Michelle Goldberg discutiu Jacobin como parte de um renascimento do interesse pelo marxismo entre jovens intelectuais. Em fevereiro de 2016, Jake Blumgart, que contribuiu para a revista em seus primeiros anos, afirmou que "encontrou um público ao misturar análises baseadas em dados e comentários marxistas com um estilo irreverente e acessível".
Em uma entrevista de 2014 publicada na New Left Review, Sunkara citou uma série de influências ideológicas na revista, incluindo Michael Harrington, que ele descreveu como "muito subestimado como um popularizador do pensamento marxista"; Ralph Miliband e outros, como Leo Panitch, que foram influenciados pelo trotskismo sem abraçá-lo totalmente; teóricos que trabalham na tradição eurocomunista; e "Radicais da Segunda Internacional", incluindo Vladimir Lenin e Karl Kautsky.
Em abril de 2016, Noam Chomsky chamou a revista de "uma luz brilhante em tempos sombrios".
Em um artigo de março de 2018 publicado no Weekly Worker, Jim Creegan destacou a associação de vários editores e escritores da revista com o Democratic Socialists of America (DSA), descrevendo a Jacobin como "a coisa mais próxima de uma publicação emblemática da esquerda da DSA "ao mesmo tempo em que enfatiza a diversidade política dos contribuintes, incorporando "todos, desde liberais social-democratas a revolucionários declarados". Ele também observou várias características da postura editorial da publicação, nomeadamente a sua rejeição do anticomunismo; seu ceticismo quanto à possibilidade de o Partido Democrata ser transformado em um movimento social-democrata por meio de pressão interna, defendendo, em vez disso, a formação de um partido operário independente de massa; críticas aos partidos da Internacional Socialista, que eles argumentam ter sido responsáveis pela imposição de políticas de austeridade neoliberais; e a convicção de que o modelo nórdico de social-democracia não é viável em última instância e de que a única alternativa ao capitalismo seria os movimentos militantes sindicais e socialistas lutarem para substituir o capitalismo pelo socialismo.